# Eduardo Lenzi
Eduardo Lenzi (1850-13 de agosto de 1929) fue un político y escribano uruguayo de origen italiano del Partido Colorado. Se desempeñó como diputado por el departamento de Canelones (1888-1897), Senador (1897-1898) y Diputado por Tacuarembó, y fue designado por el poder ejecutivo como primer Intendente de Canelones (1909-1911).
Su primer trabajo fue como escribiente de Juzgado Letrado del Crimen y obtuvo el título de escribano a los 21 años. Fue habilitado por la Asamblea General para trabajar en el Juzgado Ordinario del Departamento de Canelones desde 1871 a 1887 cuando ingresó a la Cámara de Representantes como diputado por Canelones.
En 1918, la Alta Corte de Justicia le designó la Dirección de la Oficina de Tasación de Costas Judiciales de 2° turno, cargo que desempeñó hasta su muerte el 13 de agosto de 1929.